# Adry del Rocío
Adriana del Rocío García Hernández (Guadalajara, 4 de febrero de 1984) más conocida como Adry del RocÍo es una artista y muralista mexicana que estableció el Récord Guiness por la pintura callejera 3D más grande del planeta.
En 2022 fue galardonada con el Mayor’s Urban Design Award, por el gobierno de Las Vegas y su obra ha sido nominada al mejor mural de arte callejero del mundo por la plataforma Street Art Cities, en tres ocasiones.
Ha colaborado con marcas como Disney, Adidas, Nike, Comex, Barcel y el Museo Van Gogh.

## Biografía
Adry estudió artes visuales en el Centro Universitario de Arte, Arquitectura y Diseño. Además, desde el 2008 se dedica al street painting y es directora del Festival Internacional de Arte sobre el Piso y Gises por la Paz.
Su obra se ha expuesto en Alemania, Brasil, Canadá, Colombia, Estados Unidos, Holanda, Inglaterra, Italia, México y Suecia.

## Estilo artístico

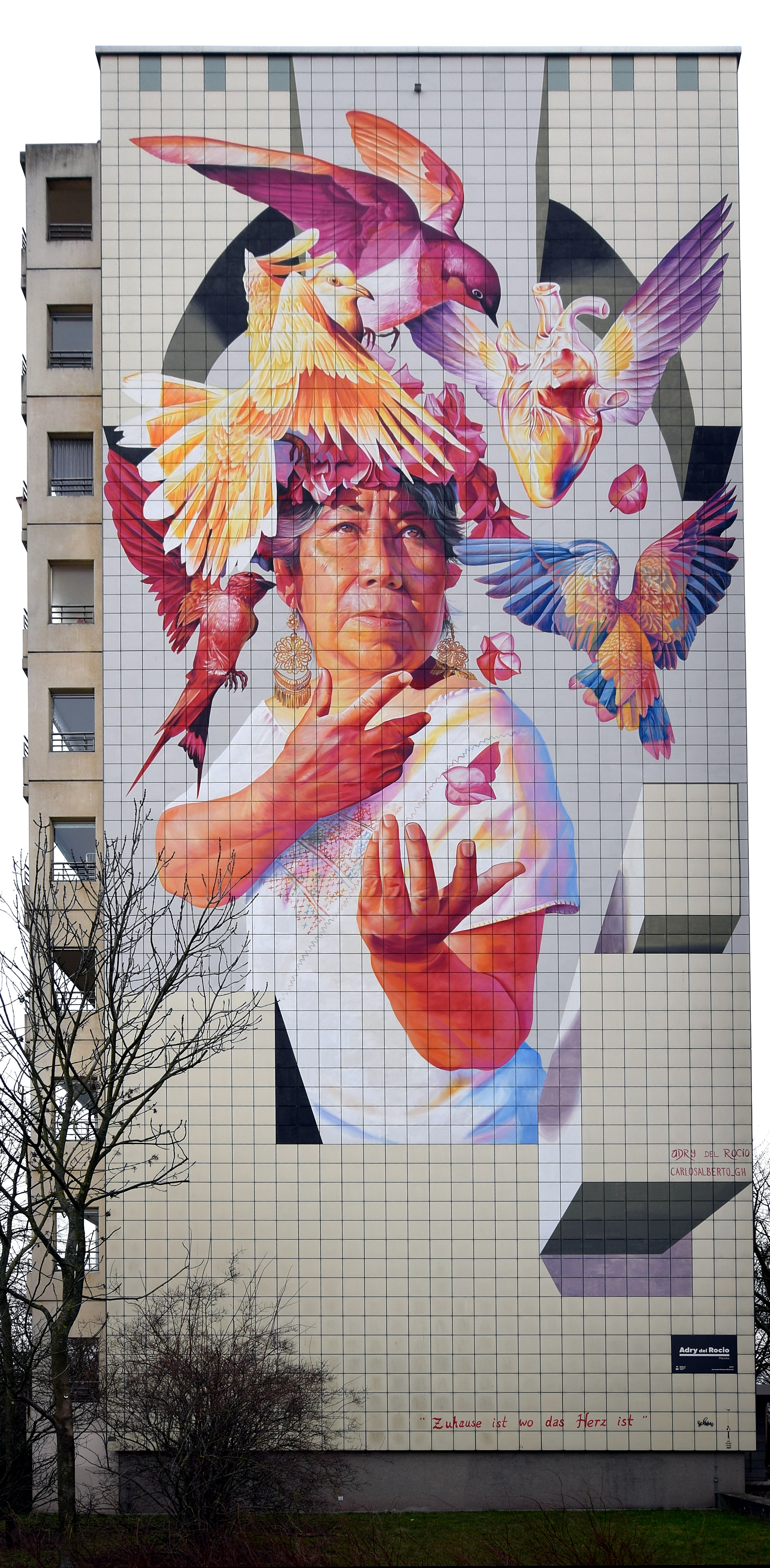
Mural de Adry del Rocío en Berlín

Su técnica preferida es la acuarela; no obstante, el arte urbano a gran escala y el uso de pintura acrílica es el estilo que la apasiona, según declaró para la gaceta de la Universidad de Guadalajara. Mientras que, sus influencias fueron las surrealistas, Remedios Varo y Leonora Carrington.

## Obra
- Brilla
- Renacer sostenible[10]
- Guardianes del agua (el mural más grande en su trayectoria).[11][12]
- Nuestra fuerza colectiva no tiene fronteras

## Premios y reconocimientos
- En 2023, su obra Brilla fue nominada como una de las mejores obras de arte callejero del mundo en 2023.[13]
- En 2023 recibió el Mayor’s Urban Design Award, otorgado por el gobierno de Las Vegas, por la obra Nuestra fuerza colectiva no tiene fronteras.[14]
- En 2020 fue galardonada con el Woman Global Awards.[15][16]
- En 2014 obtuvo el título de Maestra Madonnara.[17]
- En 2011 ganó el Premio Municipal de la Juventud 2011.
- En 2010 fue galardonada por el Gobierno de Jalisco con el Premio Estatal de la Juventud.[6]